# Jakob Jóhann Sveinsson
Jakob Jóhann Sveinsson (ur. 24 listopada 1982 w Reykjavíku) – reprezentant Islandii w pływaniu, specjalista od pływania żabką.
Jego najlepszym rezultatem na igrzyskach olimpijskich jest 25. miejsce w 2000 roku.